# American Gothic (Fernsehserie)
American Gothic ist eine US-amerikanische Fernsehserie, die am 22. Juni 2016 ihre Premiere beim Sender CBS feierte. Aufgrund schlechter Quoten wurde die Serie nach nur einer Staffel vom ausstrahlenden Sender abgesetzt.

## Inhalt
Die Hawthornes sind eine einflussreiche Familie in Boston. Plötzlich werden sie damit konfrontiert, dass ihr vor kurzem verstorbener Familienpatiarch ein Serienmörder gewesen sein könnte. Es keimt der Verdacht auf, dass ein weiteres Familienmitglied, zum Unwissen der anderen, ein Komplize gewesen sein könnte. Hinzu kommt, dass einer der Söhne nach 14-jähriger Abwesenheit plötzlich wieder auftaucht.

## Besetzung

### Hauptdarsteller
- Juliet Rylance als Alison Hawthorne-Price
- Antony Starr als Garrett Hawthorne
- Justin Chatwin als Cam Hawthorne
- Megan Ketch als Tessa Ross
- Elliot Knight als Brady Ross
- Stephanie Leonidas als Sophie Hawthorne
- Gabriel Bateman als Jack Hawthorne
- Virginia Madsen als Madeline Hawthorne

### Nebendarsteller
- Enrico Colantoni als Bürgermeister Conley
- Jamey Sheridan als Mitch Hawthorne
- Dylan Bruce als Tom Price
- Deirdre Lovejoy als Detective Linda Cutter